# لويس مكجوجان
لويس مكجوجان (بالإنجليزية: Lewis McGugan)‏ (25 أكتوبر 1988 بنوتنغهام في المملكة المتحدة - ) هو لاعب كرة قدم بريطاني في مركز الوسط. شارك مع منتخب إنجلترا تحت 17 سنة لكرة القدم ومنتخب إنجلترا تحت 19 سنة لكرة القدم. أما مع النوادي، فقد لعب مع شيفيلد وينزداي ونادي واتفورد ونوتينغهام فورست.

## وصلات خارجية
- لويس مكجوجان على موقع قاعدة بيانات كرة القدم.إي يو (الإنجليزية)
- لويس مكجوجان على موقع Soccerbase.com (لاعب) (الإنجليزية)
- لويس مكجوجان على موقع Soccerway.com (الإنجليزية)
- لويس مكجوجان على موقع AS.com (الإسبانية)